# Guijo de Coria
Pour les articles homonymes, voir Guijo (homonymie) et Coria (homonymie).
Guijo de Coria est une commune de la province de Cáceres dans la communauté autonome d'Estrémadure en Espagne.